# Euonthophagus consanguineus
Euonthophagus consanguineus là một loài bọ cánh cứng trong họ Bọ hung (Scarabaeidae).